# Royal Victorian Chain

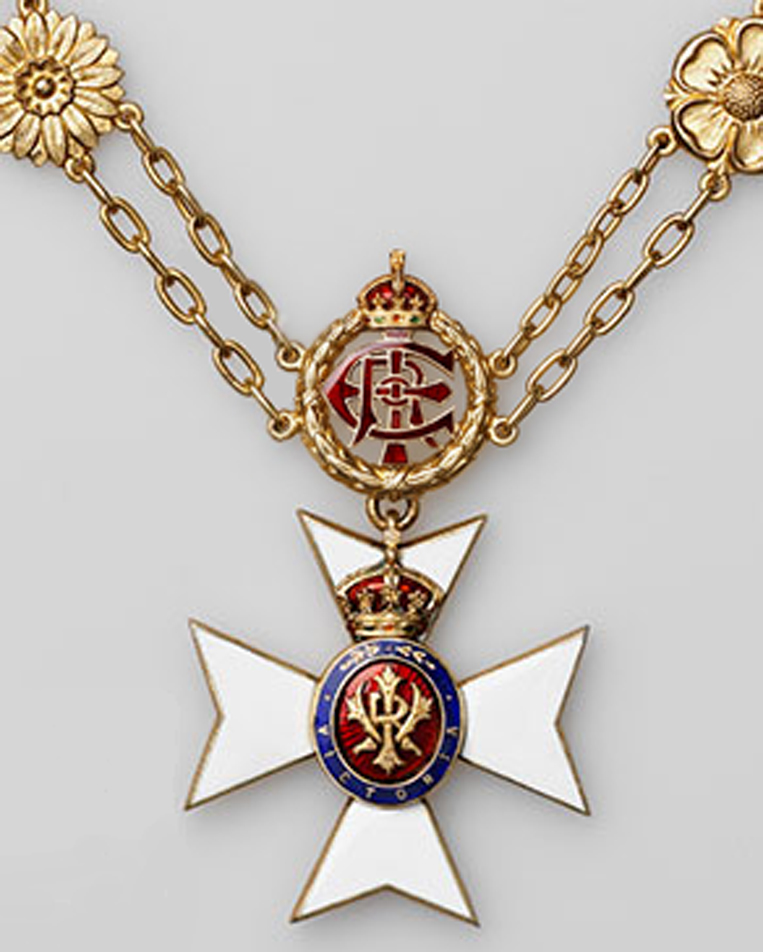
Royal Victorian Chain

Bandschnalle der Royal Victorian Chain

Die Royal Victorian Chain ist ein Ehrenzeichen, das 1902 von König Eduard VII. geschaffen wurde, eine persönliche Auszeichnung des Monarchen, die dieser nach eigenem Ermessen, also ohne auf den Vorschlag der Regierung angewiesen zu sein, vergibt. Obgleich der Royal Victorian Order sehr ähnlich aussieht, bestehen keine direkten Verbindungen zwischen beiden Auszeichnungen.
Die Verleihung der Royal Victorian Chain ist anders als diejenige der höheren Stufen der britischen Orden bzw. der einklassigen höchsten Orden nicht mit einem Adelstitel verbunden. Auch besteht für die Träger weder eine besondere Anrede noch wird die Verleihung durch eine besondere Buchstabenfolge nach dem Nachnamen (sog. post nominals) angezeigt. Die Träger sind noch nicht einmal in der im Vereinigten Königreich besonders ausdifferenzierten Protokollarischen Rangordnung aufgeführt. Dennoch ist es ein Zeichen besonderer persönlicher Anerkennung des britischen Monarchen.
Die Kette kann sowohl an Staatsangehörige der Commonwealth Realms als auch an Ausländer verliehen werden. Zurzeit gibt es zehn lebende Träger der Auszeichnung, von denen vier zur Zeit der Verleihung nicht Staatsoberhaupt ihres Landes waren: David Ogilvy, 8. Earl of Airlie und William Peel, 3. Earl Peel, beide langjährige Lord Chamberlain of the Household, sowie George Leonard Carey und Rowan Williams, Baron Williams of Oystermouth, beide ehemalige Erzbischöfe von Canterbury. Carey stand Königin Elisabeth II.  besonders in dem für sie schwierigen Jahr 1992 („Annus horribilis“) zur Seite.
Da Kanadier nach einem inhaltlich allerdings umstrittenen Beschluss des kanadischen Parlaments keine Adelstitel annehmen dürfen, dient die Royal Victorian Chain auch als höchste Auszeichnung für Kanadier.
Die Kette besteht aus goldenen zweireihigen Kettenteilen, die durch Tudor-Rosen, Disteln, Kleeblätter und Lotusblüten verbunden sind, die England, Schottland, Irland und Indien symbolisieren. Vorn ist das Verbindungsstück als emailliertes bekröntes Monogramm mit den Initialen „ERI“ (Edwardus Rex Imperator) ausgestaltet, an dem eine ovale Medaille angebracht ist. Auf dieser sind die Initialen von Königin Victoria „VRI“ (Victoria Regina Imperatrix) auf rotem Hintergrund abgebildet. Auf der blauen Umrandung, die ihrerseits bekrönt ist, steht das Wort „Victoria“. Sowohl die Krone als auch die Initialen der Medaille sind mit Diamanten verziert.
Während Herren die Kette wie einen Halsorden tragen, ist bei Damen vorgesehen, dass sie die Kette mit den oben genannten Motiven an einem Ordensband an der linken Schulter tragen. Prinzessin Margaret, die Schwester von Königin Elisabeth, trug die Royal Victorian Chain jedoch ebenfalls um den Hals, wie dies bei Herren vorgesehen ist.
Nach dem Tode des Geehrten muss die Kette zurückgegeben werden.

## Derzeitige Träger der Auszeichnung
- Beatrix, Prinzessin der Niederlande
- George Leonard Carey, früherer Erzbischof von Canterbury
- Carl XVI. Gustaf, König von Schweden
- António Ramalho Eanes, früherer Staatspräsident von Portugal
- Harald V., König von Norwegen
- Juan Carlos I., König von Spanien
- Margrethe II., Königin von Dänemark
- David Ogilvy, 8. Earl of Airlie, langjähriger Lord Chamberlain of the Household
- Rowan Williams, Baron Williams of Oystermouth, früherer Erzbischof von Canterbury
- William Peel, 3. Earl Peel, langjähriger Lord Chamberlain of the Household

Siehe auch: Liste der Träger der Royal Victorian Chain